# Быстринская ГЭС
Быстринская мГЭС им. Девяткина Г.П. на р.Быстрой — малая гидроэлектростанция на реке Быстрой в Камчатском крае. Эксплуатируется АО «ЮЭСК» (дочернее общество ПАО «Камчатскэнерго», входит в группу «РусГидро»).

## Конструкция станции
Быстринская ГЭС представляет собой деривационную гидроэлектростанцию с бесплотинным водозабором (что необходимо для обеспечения беспрепятственного прохода лососевых рыб на нерест). Установленная мощность электростанции — 1,71 МВт (относится к малым гидроэлектростанциям), проектная среднегодовая выработка электроэнергии — 8,32 млн кВт·ч. Состав сооружений ГЭС:
- подводящий канал с рыбозащитным сооружением. Длина канала составляет 880 м, ширина по дну 4 м. Канал выполнен в полувыемке-полунасыпи;
- здание ГЭС, совмещённое с водоприёмником;
- отводящий канал длиной 495 м, шириной по дну 9 м, выполнен в полувыемке-полунасыпи;
- подпорная шпора длиной 40 м. Временное сооружение, устанавливаемое на зимний период с целью обеспечения забора воды в деривацию.

В здании ГЭС установлены три вертикальных гидроагрегата мощностью по 0,57 МВт с пропеллерными турбинами ПР 510-ВБ-120, работающими на расчётном напоре 9 м. Турбины приводят в действие генераторы СВ 173/31-20 УХЛ4. Выдача электроэнергии в энергосистему производится с распределительного устройства напряжением 35 кВ по двум линиям электропередачи ВЛ 35 кВ: Быстринская мГЭС-4 — ПС Атласово и Быстринская мГЭС-4 — ПС Анавгай.

## История строительства и эксплуатации
Постановлением главы администрации Быстринского района 4 августа 1992 года было согласовано строительство Быстринской ГЭС с установленной мощностью 1500 кВт в трёх агрегатах, при зимней гарантированной мощности 480 кВт. Проект станции разработан институтом «Ленгидропроект». Строительство ГЭС было начато в 1994 году, первые два гидроагрегата пущены в 1996 году, третий — в 1998 году. С 1996 по 1998 годы выдались тяжёлыми для полуострова в плане электроснабжения. Станция является основным источником энергоснабжения изолированного Средне-Камчатского энергоузла (сёла Эссо, Анавгай, Атласово и Лазо), в качестве резервного энергоисточника используется дизельная электростанция в с. Атласово. Быстринская ГЭС построена на реке, имеющей существенное рыбохозяйственное значение (ход лососей на нерест), в связи с чем не имеет постоянной плотины (в зимний период для обеспечения забора воды в деривационный канал возводится временная подпорная шпора). В период ледостава в декабре-январе станция не эксплуатируется.